# Heterocerus intermedius
Heterocerus intermedius är en skalbaggsart som beskrevs av Ernst Hellmuth von Kiesenwetter 1843. Heterocerus intermedius ingår i släktet Heterocerus, och familjen strandgrävbaggar. Arten är reproducerande i Sverige.